# مائونوس میلان
مائونوس میلان (دانمارکی: Magnus Millang؛ زادهٔ ۲۰ ژوئیهٔ ۱۹۸۱) کمدین، صداپیشه، بازیگر، فیلم‌نامه‌نویس و کارگردان اهل دانمارک است.
از فیلم‌هایی که وی در آن‌ها نقش داشته است، می‌توان به کمون، کورسک و یک دور دیگر اشاره نمود.